# Zakład poprawczy
Zakład poprawczy (również dom poprawczy, potocznie poprawczak) – specjalna placówka resocjalizacyjna dla nieletnich i młodocianych, wobec których orzeczono środek poprawczy. Zapewnia naukę i kształcenie zawodowe, zajęcia kulturalno-oświatowe i sportowo-rekreacyjne.
W Polsce ustawowo określono wiek osób, które mogą się znaleźć w zakładzie poprawczym od 13 do 21 lat, pod warunkiem, że w momencie dokonania czynu zabronionego osoba jest nieletnia (tj. przed 17 rokiem życia). Ten wiek różni się dla różnych krajów, a nawet dla różnych ośrodków i np. w USA w istniejącym do 2018 roku Connecticut Juvenile Training School znajdowali się jedynie chłopcy w wieku od 13 do 17 lat.